# Glenn Barr
Glenn Barr (Detroit, ...) è un fumettista statunitense.

## Biografia
Glenn Barr è nato a Detroit, nel Michigan, e ha vissuto nell'area metropolitana. Crescere nel Midwest degli Stati Uniti, in un quartiere operaio, gli ha conferito una salda etica lavorativa. Grazie al suo ambiente, ha sviluppato la passione per i Film di serie B, la musica locale e la cultura trash.
Barr si è diplomato al College For Creative Studies e ha cominciato ad affermarsi nel mondo dell'arte, esponendo le sue opere da Los Angeles a New York, da Roma a Londra fino in Australia. il suo lavoro è stato accolto con entusiasmo da lettori di tutto il mondo 
Tra le sue opere si possono annoverare Lowlife Paradise, Haunted paradise, FACES.
Ha collaborato con J.M. DeMatteis illustrando Brooklyn Dreams-Sogni a Brooklyn. 
Ha autopubblicato le storie Technocracy Blues 1, 2 & 3, Little Book of Devil Drawings and Heep 1, 2, 3 & 4…
| Controllo di autorità | VIAF (EN) 31143750 · ISNI (EN) 0000 0000 6666 4775 · LCCN (EN) n89636311 · BNF (FR) cb16112305d (data) |